# Bundesstraße 73
De Bundesstraße 73 (ook wel B73) is een bundesstraße in de Duitse deelstaten Nedersaksen en Hamburg.
De B73 begint bij Cuxhaven en loopt verder langs de steden Stade, Buxtehude, Neu Wulmstorf en verder naar Hamburg-Harburg. De B73 is ongeveer 100 kilometer lang.

## Routebeschrijving
De B73 begint in het zuiden van de stad Cuxhaven, bij de aansluiting Altenwalde, een trompetknooppunt met A27. De B73 loopt eerst in noordelijke richting de stad in en buigt nabij het centrum in zuidoostelijke richting langs de monding van de Elbe en loopt lngs het begin van de A27. De loopt Cuxhaven uit en passeert Otterndorf met een rondweg en buigt dan naar het zuidoosten af. De weg loopt door Stade geen grotere plaatsen op de route. Bij Stade sluit op een kruising de B74 aan, waarna de weg tussen door Stade loopt en bij de afrit Stade-Süd aansluit op de A26.
Vervanging
Tussen afrit Stade-Süd en afrit Jork is de B73 vervangen door de A26.
Voortzetting
De B73 begint weer op een kruising in het dorp Jork en loopt via een rondweg langs het stadje Buxtehude, waar op een kruising in het uiterste zuidwesten van het stadje de B3 in zuidwestelijke richting afslaat. 
De weg loopt door Neu Wulmsdorf en kruist ten noordoosten van het dorp de deelstaatgrens met de Vrije en Hanzestad Hamburg. In de stad Hamburg voert de B73 in oostelijke richting en kruist de A7, waarna deze er in de aansluiting Hamburg-Heimfeld op aansluit. De B73 loopt in oostelijke richting verder door Hamburg en sluit bij afrit Hamburg-Harburg-Mitte aan op de A253, een stadssnelweg in Hamburg.
B1 · B3 · B3n · B4 · B5 · B6 · B6n · B27 · B51 · B61 · B64 · B65 · B68 · B69 · B70 · B71 · B72 · B73 · B74 · B74n · B75 · B79 · B80 · B82 · B83 · B188 · B190n · B191 · B195 · B207 · B209 · B210 · B211 · B212 · B213 · B214 · B215 · B216 · B217 · B218 · B238 · B239 · B240 · B241 · B242 · B243 · B243a · B244 · B245a · B247 · B248 · B322 · B401 · B402 · B403 · B404 · B408 · B431 · B433 · B434 · B435 · B436 · B437 · B438 · B439 · B440 · B441 · B442 · B443 · B444 · B445 · B446 · B447 · B461 · B475 · B482 · B490 · B493 · B494 · B495 · B496 · B497 · B524 · B530